# Lamborghini Veneno
Lamborghini Veneno — итальянский суперкар, выпущенный ограниченной серией в 2013 году компанией Lamborghini. Предсерийная версия (№ 0, после окончания автосалона она была отправлена в музей Lamborghini) была показана на Женевском автосалоне в марте 2013 года в честь 50-летия марки. Всего выпущено 4 экземпляра по цене более 3 миллионов евро; один для музея Lamborghini, три для покупателей, причём все они были уже распроданы до самой премьеры автомобиля.
Название, как и остальные автомобили компании, автомобиль получил в честь агрессивного быка по кличке Венено (в переводе с испанского — «яд»), убившего тореадора Хосе Санчеса Родригеса в испанской корриде 1914 года в городе Санлукар-де-Баррамеде.

## Кузов и подвеска
Кузов суперкара изготовлен полностью из углепластика, имеет множество воздухозаборников и основан на базе монокока Lamborghini Aventador. Повсеместное снижение массы привело к её уменьшению на 125 кг по сравнению с моделью Aventador. Автомобиль окрашен в серый металлик с красными, зелёными и белыми полосами в честь флага Италии. Передние и задние фонари имеют Y-образную форму.
Независимая подвеска на двойных поперечных рычагах с толкаемой штангой (push-rod) и горизонтально расположенными амортизаторами и пружинами выделяется тем, что она построена по типу подвесок у болидов. 20-дюймовые диски спереди и 21-дюймовые сзади обуты в шины Pirelli P-Zero. Как и другие Lamborghini, Veneno имеет систему полного привода и карбон-керамические тормоза.

## Двигатель и трансмиссия
Несмотря на тенденцию к использованию гибридных силовых установок на суперкарах, в компании решили придерживаться классического решения и воспользовались атмосферным 6,5-литровым бензиновым двигателем от серийного суперкара Aventador. Мощность увеличена до 750 лошадиных сил, и за счет оптимизации системы выхлопа и улучшения аэродинамики, Veneno стал быстрее базовой модели Aventador на 0,1 с. Соотношение массы к мощности составляет 1,93 кг/л. с.
7-ступенчатая роботизированная коробка передач также отличается тем, что имеет одно электрогидравлическое сцепление.

## Интерьер
В интерьере автомобиля также преобладает углепластик, из него также изготовлены каркас и посадочная поверхность кресел (для них был изготовлен специальный гибкий карбоновый материал, названный CarbonSkin).

## Галерея

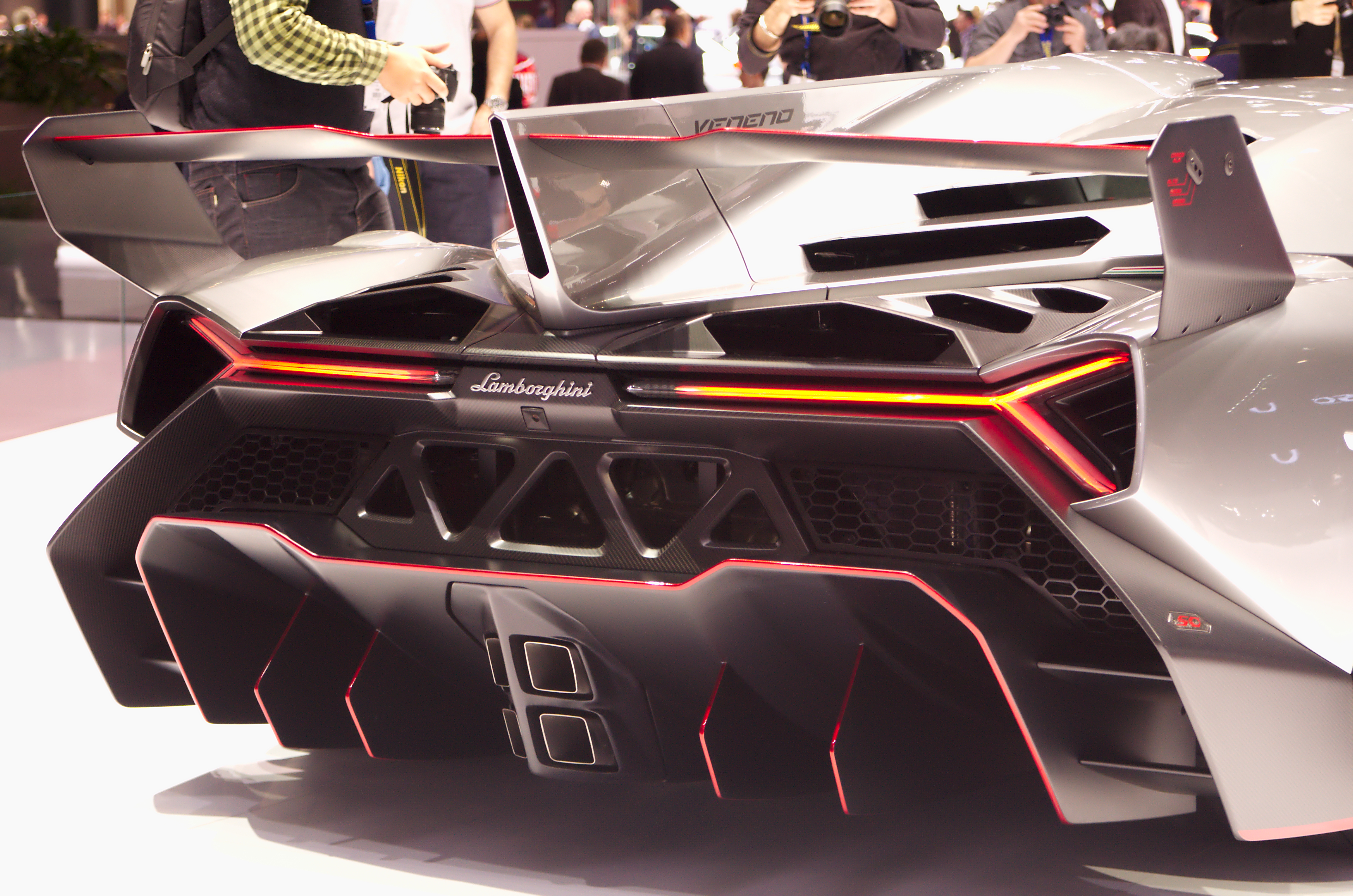
Вид сзади
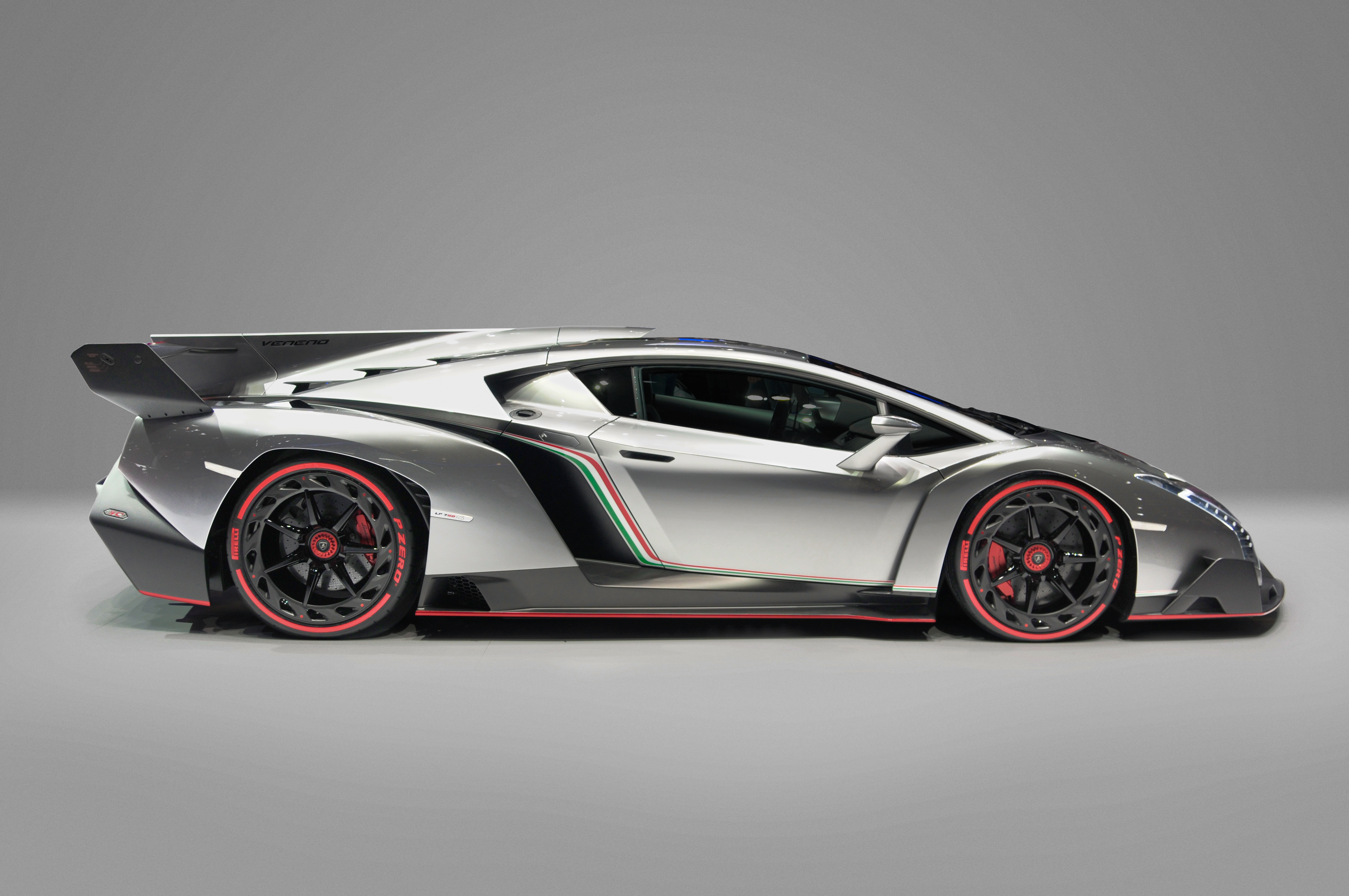
Вид сбоку